# Hellmuth Müller (Kriminalbeamter)
Curt Hellmuth Müller bzw. Curt Helmuth Müller (* vor 1910; † nach 1951) war ein deutscher Kriminalbeamter.

## Leben und Wirken
Nach dem Schulbesuch schlug Müller die Polizeilaufbahn ein. 1930 wurde er Erkennungsdienstchef im preußischen Landeskriminalpolizeiamt in Berlin. Aufgrund häufiger Verwechselung mit Johannes Hermann Müller, der damals ein leitender Beamter der Mord-Kommission in Berlin war ("Mord-Müller"), erhielt Müller polizeiintern den Spitznamen "Erkennungs-Müller".
Nach dem Reichstagsbrand vom 28. Februar 1933 wurde Müller, damals Kriminalkommissar, mit der Sicherung von Fingerabdrücken im Reichstagsgebäude betraut und amtierte dann während des Reichstagsbrandprozesses als Sachverständiger vor dem Reichsgericht.
Später wurde Müller in das von Arthur Nebe geführte Reichskriminalpolizeiamt aufgenommen, in dem er die Reichserkennungsdienstzentrale leitete. Im Januar 1938 spielte Müller, damals im Rang eines Kriminalrates, eine entscheidende Rolle während der Blomberg-Fritsch-Krise: am 21. Januar 1938 erhielt er von seinem Kollegen Gerhard Nauck von der Sittenpolizei eine Sendung von pornographischen Bildern zur erkennungsdienstlichen Auswertung zugeschickt. Auf einem dieser Bilder identifizierte Müller schließlich Margarethe Gruhn, die kurz zuvor den Kriegsminister Werner von Blomberg geheiratet hatte. Über Zwischenstationen erreichte diese Information schließlich Adolf Hitler, der sie nutzte, um Blomberg seines Amtes zu entheben und sich die entscheidenden Kompetenzen des Kriegsministers selbst anzueignen.
Nach der Gründung des Reichssicherheitshauptamtes übernahm Müller als SS-Sturmbannführer und Kriminaldirektor die Leitung des dortigen Referates V C 1 (Reichserkennungsdienstzentrale), die in der Abteilung V C (Erkennungsdienst und Fahndung) der Amtsgruppe V („Verbrechensbekämpfung - Reichskriminalpolizeiamt“) untergebracht war.
In der Endphase des Zweiten Weltkrieges war Müller der letzte Kriminalpolizeichef in Königsberg. Nach dem Kriegsende wurde er zeitweise von den Alliierten interniert. In den ersten Nachkriegsjahren wurde er u. a. in Lagern in Vorbach und Darmstadt festgehalten. Nach seiner Entlassung war Müller noch mindestens bis in die 1950er Jahre erwerbslos.